# سیارک ۱۱۶۶۹
سیارک ۱۱۶۶۹ (به انگلیسی: 11669 Pascalscholl، نامگذاری:1997XY8) یازده هزار و ششصد و شصت و نهمین سیارک کشف شده‌است که در ۷ دسامبر ۱۹۹۷ کشف شد.
قدر مطلق سیارک برابر ۱۵٫۲۰ است.